# Четири четворке
Четири четворке (енгл. Four fours) је математичка загонетка која тражи што једноставнији математички израз за сваки цео број почев од нуле, уз дозвољену употребу само уобичајених математичких симбола и четири цифре четири (није дозвољено употребљавати друге цифре). Једна од варијација ове загонетке дозвољава употребу што мањег броја цифара (не обавезно четири).

## Правила
Постоји пуно различитих варијанти ове загонетке, које се међусобно разликују у томе које математичке симболе дозвољавају. Увек је сигурно дозвољено сабирање (+), одузимање (−), множење (×), дељење (÷), употреба заграда, и конкатенација (нпр. дозвољено је користити 44). У већини случајева, дозвољена је и употреба факторијела (!), степеновања (нпр. 444), децималног зареза и кореновања, иако је понекад квадратни корен експлицитно искључен због тога што у његовом запису учествује цифра 2 која се иначе не пише, али се подразумева. Поред наведених математичких симбола, понекад се дозвољавају и субфакторијел, (! испред броја: !4 је једнако 9), надвучена црта која означава да се цифра бесконачно понавља, корен произвољног реда, гама-функција (Γ(), где је Γ(x) = (x − 1)!), и проценат (%). Тако је 4/4% = 100 и Γ(4)=6. Врло често се у решењима користи и:
{\displaystyle ,{\overline {4}}=,4444...=4/9}
Обично није дозвољена употреба логаритама, пошто је помоћу њих могуће тривијално направити произвољан број:
{\displaystyle n=-{\sqrt {4}}{\frac {\ln \left[\left(\ln \underbrace {\sqrt {\sqrt {\cdots {\sqrt {4}}}}} _{n}\right)/\ln 4\right]}{\ln {4}}}}
Некада се, уместо употребе четири четворке, користе неке друге четири цифре (и таква загонетка се не зове „четири четворке“), на пример, цифре године нечијег рођења. У том смислу, уколико је у игри 1975. година, задатак би био да се тачно једном употребе цифре 1, 9, 7, и 5.

## Решења
Следе примери како са четири четворке добити бројеве од 0 до 35, коришћењем стандардних правила. Наведена су и нека алтернативна решења, а може да постоји и више начина да се дође до неког броја, него што је дато.
- 0 = 44 − 44 = 4 − 4 + 4 − 4 = 4 + 4 - 4 - 4 = 4 - 4 - 4 + 4
- 1 = 44 ÷ 44 = 4 ÷ 4 + 4 − 4 = (44 − 44)!
- 2 = 4 ÷ 4 + 4 ÷ 4 = ((4 + 4) ÷ √4) - √4
- 3 = (4 + 4 + 4) ÷ 4
- 4 = 4 ×(4 − 4) + 4 = -44 + 4! + 4!
- 5 = (4 × 4 + 4) ÷ 4
- 6 = 4 × ,4 + 4,4
- 7 = 44 ÷ 4 − 4 = 4 + 4 − (4 ÷ 4)
- 8 = 4 + 4,4 − ,4 = 4 + 4 + 4 − 4 = 4 * 4 - (4 + 4)
- 9 = 4 + 4 + 4 ÷ 4
- 10 = (44 − 4) / 4 = 44 ÷ 4,4 = 4 + √4 + √4 + √4 = √((4 ÷ ,4) + 4 ÷ ,4)
- 11 = 4 ÷ ,4 + 4 ÷ 4
- 12 = (44 + 4) ÷ 4
- 13 = 4! − 44 ÷ 4= (4 − ,4) ÷ ,4 + 4
- 14 = 4 × (4 − ,4) − ,4 = 4 ÷ ,4 + √4 + √4
- 15 = 44 ÷ 4 + 4 = 4 × 4 − 4 ÷ 4
- 16 = ,4 × (44 − 4) = 4 × 4 × 4 ÷ 4 = 4 + 4 + 4 + 4 = √4 × √4 × √4 × √4
- 17 = 4 × 4 + 4 ÷ 4
- 18 = 44 × ,4 + ,4 = 4 × 4 + 4 ÷ √4
- 19 = 4! − 4 − 4 ÷ 4
- 20 = 4 × (4 ÷ 4 + 4)
- 21 = (4! − 4) + 4 ÷ 4
- 22 = 44 ÷ 4 × √4
- 23 = 4! − √4 + 4 ÷ 4
- 24 = 4! − 4 + √4 + √4
- 25 = 4! + √4 − 4 ÷ 4
- 26 = (4 ÷ ,4) + 4 × 4
- 27 = 4! + 4 − 4 ÷ 4
- 28 = 4! + 4 − √4 − √4
- 29 = 4! + 4 + 4 ÷ 4
- 30 = 4! + √4 + √4 + √4
- 31 = (4!! × 4) - 4 ÷ 4
- 32 = (4 × 4) + 4 × 4
- 33 = (4!! × 4) + 4 ÷ 4
- 34 = (4!! × 4) + 4 - √4
- 35 = (4!! × 4) + Г(4) ÷ √4

У овој игри се децимални бројеви не пишу са водећом нулом. На пример, уместо „0,4“ користи се „,4“. Разлог оваквог записа је правило које дозвољава само употребу цифре четири, а не и цифре нула.
У ситуацији када се до једног броја може доћи на више различитих начина, сва решења која задовољавају правила су прихватљива. У неким верзијама проблема, предност се даје решењима која су добијена у мањем броју корака, или решењима која користе одређене операције, или су интересантнија, у смислу да на неочекивани начин дају тражени број.
Неке бројеве, нпр. 113 и 123, прилично је тешко добити коришћењем стандардних правила. За 113 предлаже се Γ(Γ(4)) −(4! + 4)/4, а за 123 може се користити израз:
{\displaystyle {\sqrt {\sqrt {\sqrt {{\left({\sqrt {4}}/.4\right)}^{4!}}}}}-{\sqrt {4}}.}
Први писани траг везан за ову загонетку се може наћи у књизи „Математичке рекреације и есеји“ (енгл. Mathematical Recreations and Essays) коју је објавио В. В. Роуз Бол 1892. године, где се наводи као „традиционална рекреација“.

## Алгоритмика проблема
Овај проблем и његове генерализације (као што је проблем пет петица и проблем шест шестица), могу да се реше коришћењем једноставног алгоритма. Суштина је у прављењу хеш табела које мапирају рационалне бројеве у стрингове. У тим табелама, кључеви су бројеви који су приказани неком прихватљивом комбинацијом оператора и изабране цифре d, на пример, четворке, а вредности су стрингови који садрже саму формулу. За сваки број n појављивања цифре d постоји посебна табела. На пример, уколико се изабере цифра 4, хеш табела за два појављивања те цифре би садржала пар 8 и 4+4 (где је искошеним писмом наведен кључ, а подебљаним формула), а табела за три појављивања исте цифре би садржала пар 2 и (4+4)/4.
Сада се задатак своди на рекурзивно израчунавање ових хеш табела почевши од вредности n=1, па све до нпр. n=4. Табеле за n=1 и n=2 садрже примитивне елементе који нису комбинација постојећих, краћих формула, па се морају прописно иницијализовати,. На пример, за n=1 постојали би слогови:
```
       T[4]    := "4";
       T[4/10] := ",4";
       T[4/9]  := ",4...";
```

а за n=2:
```
        T[44] := "44";.
```

У овом тренутку постоје два начина на које је могуће направити нове слогове, или као комбинацију нека два постојећа коришћењем бинарног оператора, или применом факторијела или квадратног корена (ови оператори не користе додатне цифре d).
Први случај се решава итерацијом кроз све парове подизраза који користе тачно n појављивања цифре d. У том смислу, за n=4, требало би проверити све уређене парове (a,b) код којих a садржи једно појављивање цифре d а b три, као и све a који садрже два појављивања d и b са истом особином. Затим би се у хеш табелу уписале формуле облика a+b, a-b, b-a, a*b, a/b, b/a, укључујући и употребу заграда. Овде се скупови A и B који садрже a и b рачунају рекурзивно, помоћу основних случајева n=1 и n=2. 
Други случај (примена факторијела и квадратног корена) се уводи коришћењем помоћне функције која се позива сваки пут када се региструје вредност v. Та функција рачуна угнежђене факторијеле и квадратне корене из v до неке највеће дубине која је ограничена на рационалне бројеве.
Тражена решења се добијају издвајањем кључева из табеле која одговара задатој вредности n и њиховим сортирањем. Описани алгоритам је употребљен при рачунању наведених примера за проблем пет петица и шест шестица. У ситуацијама када је нађено више различитих формула, изабирана је она у чијем је запису употребљено мање карактера. 

## Део решења проблема пет петица
```
139 = ((((5+(5/5)))!/5)-5)
140 = (,5*(5+(5*55)))
141 = ((5)!+((5+(5+,5))/,5))
142 = ((5)!+((55/,5)/5))
143 = ((((5+(5/5)))!-5)/5)
144 = ((((55/5)-5))!/5)
145 = ((5*(5+(5*5)))-5)
146 = ((5)!+((5/5)+(5*5)))
147 = ((5)!+((5*55)-,5))
148 = ((5)!+(,5+(5*55)))
149 = (5+(((5+(5/5)))!/5))
```

## Део решења проблема шест шестица
У доњој табели ознака „,6...“ представља број 2/3.
```
241 = ((,6+((6+6)*(6+6)))/,6)
242 = ((6*(6+(6*6)))-(6/,6))
243 = (6+((6*(6*66))-,6))
244 = (,6...*(6+(6*(66-6))))
245 = ((((6)!+((6)!+66))/6)-6)
246 = (66+(6*((6*6)-6)))
247 = (66+((6+((6)!/,6...))/6))
248 = (6*(6+(6*(6-(6.../6)))))
249 = (,6+(6*(6+((6*6)-,6))))
250 = (((6*(6*6))-66)/,6)
251 = ((6*(6+(6*6)))-(6/6))
252 = (66+(66+((6)!/6)))
253 = ((6/6)+(6*(6+(6*6))))
254 = ((,6...*((6*66)-6))-6)
255 = ((((6*6)+66)/,6)/,6...)
256 = (6*(6*(6-(6/(6-6)))))
257 = (6+(((6)!+((6)!+66))/6))
258 = ((6)!-(66+(6*66)))
259 = ((((6*6)+((6)!/6))-,6)/,6)
260 = ((66+(((6)!/,6)/6))-6)
```